# So How Come (No One Loves Me)

So How Come (No One Loves Me) est une chanson écrite par Felice et Boudleaux Bryant et enregistrée à l'origine par The Everly Brothers et publiée en 1960 sur leur quatrième album,  A Date with the Everly Brothers.

## Reprises

### The Beatles
Pistes inédites de Live at the BBC
I Just Don't Understand I Forgot to Remember to Forget
Les Beatles ont enregistré leur version au Aeolian Hall de Londres le 10 juillet 1963 pour leur émission de radio Pop Go the Beatles (en), diffusée sur les ondes de la BBC le 23 juillet. George Harrison est au chant principal. La chanson est publiée en 1994 sur l'album Live at the BBC.

### Personnel
- George Harrison – chant, guitare solo
- John Lennon – chœurs, guitare rythmique
- Paul McCartney – chœurs, guitare basse
- Ringo Starr – batterie